# Checkpoint Charlie

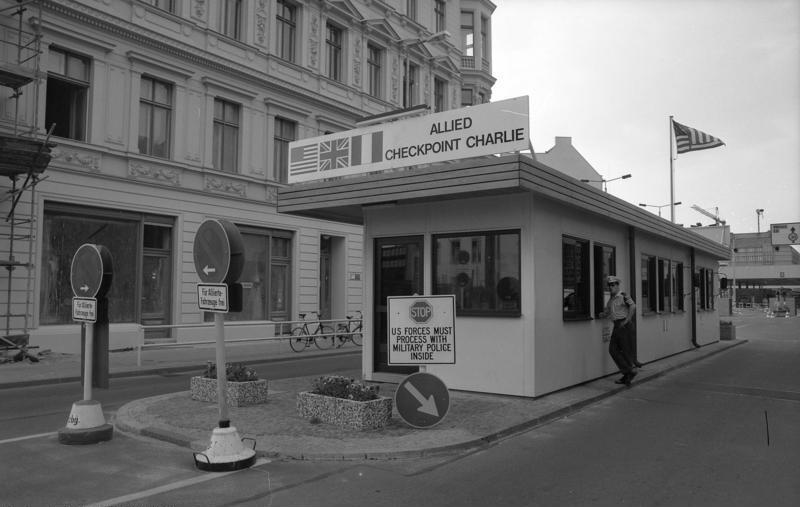
Il Checkpoint Charlie nel 1988

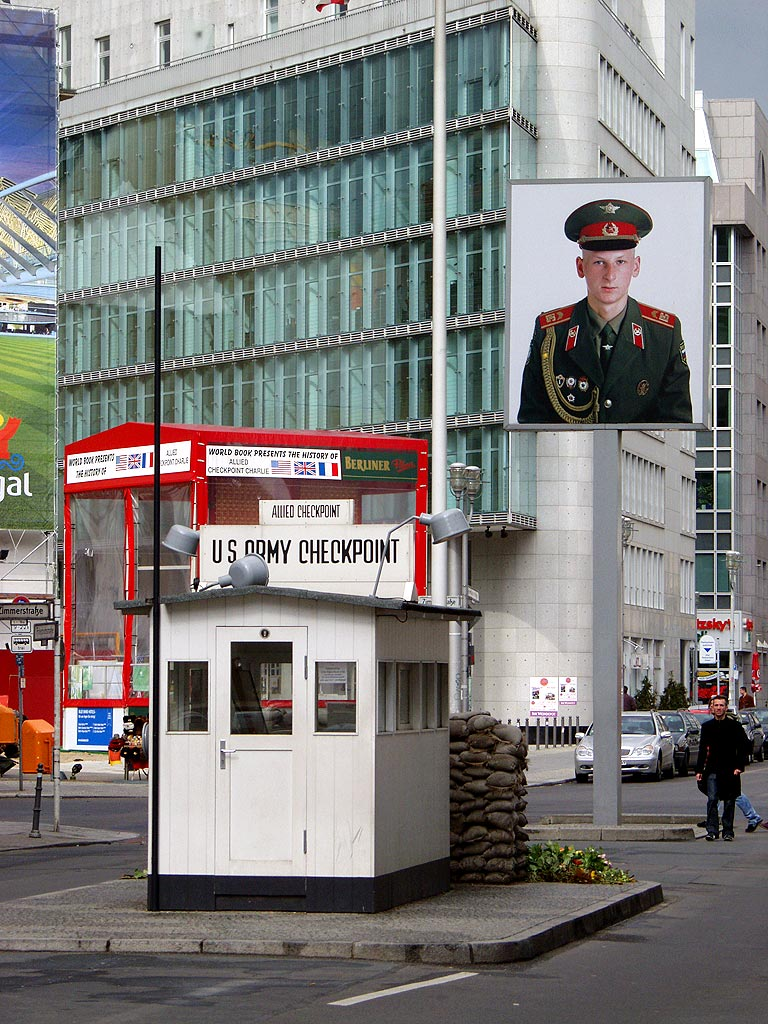
Il Checkpoint Charlie nel 2004

Il Checkpoint Charlie era un importante posto di blocco situato a Berlino tra il settore sovietico e quello statunitense. Situato sulla Friedrichstraße, all'altezza dell'incrocio con la Zimmerstraße, collegava il quartiere sovietico di Mitte con quello statunitense di Kreuzberg. 

## Descrizione
Venne istituito nell'agosto del 1961 in seguito alla costruzione del muro di Berlino per permettere il transito del personale militare delle forze alleate, del personale militare sovietico di collegamento e di quello diplomatico e dei visitatori stranieri.  Il 27 e 28 ottobre 1961, nel momento culminante della crisi di Berlino del 1961, carri armati sovietici (t-54) e statunitensi (m48/60patton) si fronteggiarono in modo ostile al Checkpoint Charlie e si temette per alcune ore uno scontro frontale tra le due superpotenze.
Dopo la riunificazione il punto di controllo venne rimosso e il posto di guardia originale oggi si trova nell'Alliierten Museum. In data 13 agosto 2000 venne inaugurata una ricostruzione fedele della prima cabina di controllo americana, divenuta in breve tempo un punto di grande richiamo turistico. Il Museo del Muro fin dallo stesso inverno 1961/1962 si trova a pochi metri dal Checkpoint.
Presso il Checkpoint Charlie ebbero luogo alcune fughe molto spettacolari dalla DDR. Nei pressi, il 17 agosto 1962, fu colpito e lasciato morire dissanguato il diciottenne Peter Fechter, nel suo tentativo di fuga da Berlino Est mentre direttamente al Checkpoint venne ucciso nel 1974 il giovane poliziotto Burkhard Niering.
La definizione di Checkpoint Charlie (ossia "posto di controllo C") deriva dall'alfabeto fonetico NATO. Esso era infatti il terzo di una serie di posti di controllo: Checkpoint Alpha era il valico autostradale di Helmstedt (fra le due Germanie), Checkpoint Bravo il valico di Dreilinden (fra Berlino Ovest e la Germania Est).

## Il Checkpoint Charlie e Lucio Dalla
Il cantante Lucio Dalla, in un suo concerto dal vivo, raccontò di come scrisse il celebre brano Futura: «Il testo di Futura nacque come una sceneggiatura, poi divenuta canzone. La scrissi una volta che andai a Berlino. Non avevo mai visto il Muro e mi feci portare da un taxi al Check Point Charlie, punto di passaggio tra Berlino Est e Berlino Ovest. Chiesi al tassista di aspettare qualche minuto. Mi sedetti su una panchina e mi accesi una sigaretta. Poco dopo si fermò un altro taxi. Ne discese Phil Collins che si sedette nella panchina accanto alla mia e anche lui si mise a fumare una sigaretta. In quei giorni a Berlino c'era un concerto dei Genesis, che erano un mio mito. Tanto che mi venne la tentazione di avvicinarmi a Collins per conoscerlo, per dirgli che anch'io ero un musicista. Ma non volli spezzare la magia di quel momento. Rimanemmo mezz'ora in silenzio, ognuno per gli affari suoi. In quella mezz'ora scrissi il testo di Futura, la storia di questi due amanti, uno di Berlino Est, l'altro di Berlino Ovest che progettano di fare una figlia che si chiamerà Futura.»